# 第65师团 (日本陆军)
第65师团（第65師団）是大日本帝國陸軍师团之一。

## 沿革
1943年5月在独立混成第13旅团和名古屋師托管下編成的各部队中，在安徽省廬州所編成的治安师团。第13軍下属负责廬州地区的警備任务。同年9月，第17師團从徐州转战南方战场，第65师团于是在廬州之外另负责徐州地区的警備任务，并在当地迎来终战。

## 师团概要

### 歴代师团長
- 太田米雄 中将：1943年6月10日 -
- 坂口静夫 中将：1944年8月22日 -
- 森茂樹 中将：1945年3月1日 -

### 最終司令部構成
- 参謀長：折田貞重大佐
  - 参謀：市川正中佐
- 高級副官：東義一少佐

### 最終所属部隊
- 步兵第71旅团（名古屋）：大田熊太郎少将
  - 独立步兵第56大隊：岡田功大尉
  - 独立步兵第57大隊：星野輝夫大尉
  - 独立步兵第58大隊：越本寿雄少佐
  - 独立步兵第59大隊：村島英夫大尉
- 步兵第72旅团（名古屋）：原田憲義少将
  - 独立步兵第60大隊：南波留八少佐
  - 独立步兵第134大隊：藤本仁一大尉
  - 独立步兵第135大隊：高橋剛大尉
  - 独立步兵第136大隊：瀧本信愛少佐
- 第65师团砲兵隊：花谷甫大尉
- 第65师团通信隊：前原正雄少佐
- 第65师团工兵隊：柿本早苗少佐
- 第65师团輜重隊：久垣广文大尉
- 第65师团第1野战医院：進藤剛少佐
- 第65师团第2野战医院：岩本正道少佐
- 第65师团病馬廠：太田代達夫大尉